# Teloscalpellum sanctipetrense
Teloscalpellum sanctipetrense is een rankpootkreeftensoort uit de familie van de Scalpellidae. De wetenschappelijke naam van de soort is voor het eerst geldig gepubliceerd in 1907 door Pilsbry.